# Aulacomerus pullus
Aulacomerus pullus – gatunek błonkówki z rodziny Pergidae.

## Taksonomia
Gatunek ten został opisany w 1990 przez Davida Smitha. Jako miejsce typowe podano miasto Oran w Argentynie. Holotypem była samica.

## Zasięg występowania
Ameryka Południowa. Znany jedynie z płn.-zach. Argentyny z prowincji Salta.